# اورموسیا
اورموسیا (نام علمی: Ormosia) نام یک سرده از تیره باقلاییان است.